# Gaby Casanova
Gaby Casanova – szwajcarska curlerka, pierwsza mistrzyni świata.
Casanova dwukrotnie wystąpiła na arenie międzynarodowej. W marcu 1979 reprezentowała kraj na pierwszych Mistrzostwach Świata. Szwajcarki po Round Robin z bilansem 7-3 były sklasyfikowane na 3. miejscu razem ze Szkocją, Stanami Zjednoczonymi i Francją. W meczu barażowym Casanova pokonała Francję 8:5 i awansowała do półfinału, w którym zwyciężyła 8:5 nad Kanadyjkami (Lindsay Sparkes). Szwajcaria sięgnęła po tytuł mistrzyń świata po wygranej 13:5 ze Szwedkami (Birgitta Törn).
W listopadzie tego samego roku zespół Casanovy grał na Mistrzostwach Europy. W fazie grupowej Szwajcarki przegrały 2 mecze (ze Szwecją (Birgitta Törn) i Francją) z 8. Zakwalifikowały się ze Szkotkami (Beth Lindsay) do półfinału, który wygrały 5:3. W finale Gaby Casanova zrewanżowała się drużynie ze Skandynawii 9:7. Był to pierwszy z dotychczasowych pięciu tytułów mistrzyń Europy dla Szwajcarii.

## Drużyna
|           | Czwarta       | Trzecia        | Druga         | Otwierająca |
| --------- | ------------- | -------------- | ------------- | ----------- |
| 1978/1980 | Gaby Casanova | Betty Bourquin | Linda Thommen | Rosi Manger |